# Tom Sykes

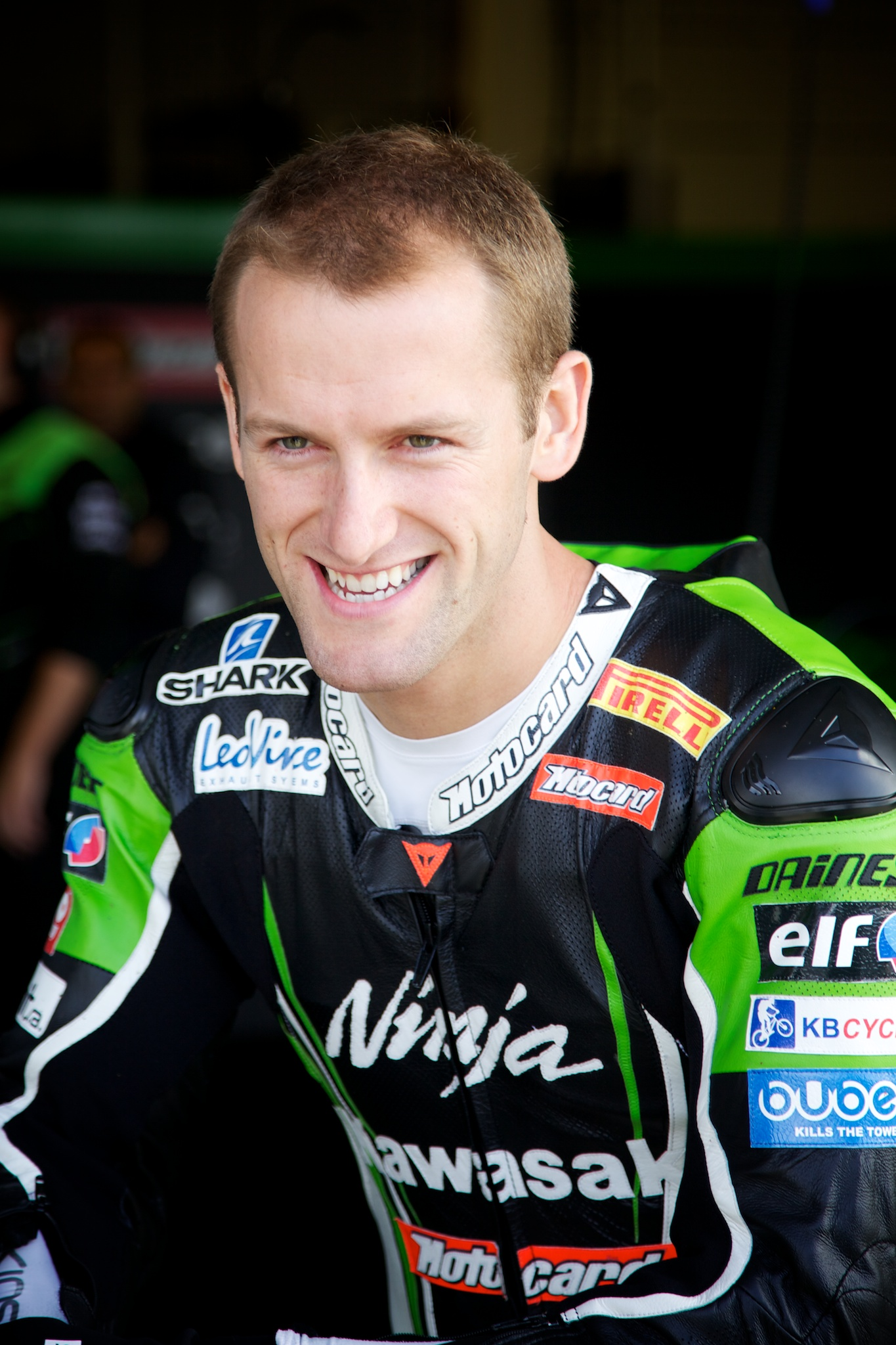
Tom Sykes in 2012

Tom Sykes (Huddersfield, Engeland, 19 augustus 1985) is een Brits motorcoureur.
Sykes begon zijn motorsportcarrière 2004 in het Brits kampioenschap Supersport op Suzuki en reed aan het einde van het seizoen 3 podiumplekken bij elkaar. In 2005 behaalde hij zijn eerste van twee overwinningen tijdens de race op Oulton Park. Een jaar later werd Sykes tweede in het algemeen klassement. Hoewel hij geen wedstrijd wist te winnen, stond hij achtmaal op het podium.
In 2007 maakte Sykes de overstap naar het Stobart Vent-Axia Honda-team, dat uitkomt in het Brits kampioenschap superbike en werd met vijf podiumplekken zesde in het eindklassement. Het jaar daarop stapte Sykes terug over op Suzuki en wist wederom zijn eerste overwinning in een raceklasse op Oulton Park te behalen. Met in totaal drie overwinningen en elf podiumplekken werd Sykes vierde in het klassement.
Het Yamaha World Superbike-team lijfde hem voor 2009 in voor het wereldkampioenschap superbike, nadat hij in 2008 al op Brands Hatch met een wildcard debuteerde in deze raceklasse. In 2009 werd hij voor het Yamaha-team negende in het eindklassement. Voor het 2010 maakte Sykes de overstap naar Kawasaki, maar wist geen potten te breken. In 2011 wist Sykes zijn eerste overwinning te behalen in de Superbike-klasse. Tijdens de tweede race op de Nürburgring was hij iedereen te snel af. In het algemeen klassement eindigde hij één plekje hoger als het voorgaande jaar, op plek dertien. 2012 zou een succesvol jaar voor Sykes worden. Met zijn Kawasaki wist Sykes negenmaal de superpole te winnen en stond viermaal bovenaan het ereschavot. Het wereldkampioenschap wist hij op een halve punt na niet in de wacht te slepen. In de laatste race van het seizoen wist hij weliswaar de race te winnen, maar kon daarmee niet verhinderen dat Max Biaggi voor hem bleef.